# Баїмово (Стерлібашевський район)
Баї́мово (рос. Баимово, башк. Байым) — присілок у складі Стерлібашевського району Башкортостану, Росія. Входить до складу Старокалкашівської сільської ради.
Населення — 62 особи (2010; 85 в 2002).
Національний склад:
- башкири — 92%